# Seconda economia dell'Unione Sovietica
La seconda economia rappresentava il settore informale dell'economia sovietica. Il termine fu ideato da Gregory Grossman nel suo articolo The Second Economy of the USSR (1977). L'economista Gérard Roland notò che, come anticipato da Grossman, "la logica della seconda economia nel corso del tempo minò la logica del sistema di comando e guidò l'espansione dei mercati neri." Questa predizione fu corroborata dall'analisi a lungo termine delle economie della RSFS Russa e della RSS Ucraina (1965–1989) da Vladimir Treml e Michail Alekseev. In modi diversi, la seconda economia influenzò tutte le economie del blocco orientale.
Grossman definisce il concetto di seconda economia con un test che rappresenta l'impostazione delle attività economiche che soddisfano almeno una di due condizioni: "(A) essere a favore del guadagno privato (B) avere un certo rispetto conoscendo le contravvenzioni della legge vigente." Gli studi sui vari strati dell'economia sovietica o di altri Paesi sono difficili a causa della mancanza di statistiche dirette e del solo uso di metodi d'indagine indiretti. Treml e Alekseev studiarono le relazioni tra il reddito monetario pro capite legale e variabili dipendenti dal reddito, come i risparmi pro-capite e gli acquisti di vari beni e servizi. Lo studio indicò che la disparità tra il reddito legale e la spesa legale era cresciuto gradualmente nel periodo 1965-1989 e verso la fine di quel periodo la correlazione tra i due era quasi sparita, indicando una rapida crescita della seconda economia. La proliferazione della seconda economia sarebbe stata impossibile senza una corruzione diffusa.
Un impatto significativo sull'economia dell'Unione Sovietica lo ebbe il sistema dei blat, una rete di favori che permise alle persone di procurarsi ogni genere di beni e servizi, operando all'interno delle economie legali e illegali, e che continuò nella Russia post-sovietica. Sin dai primi giorni dell'Unione Sovietica, è sempre stata esagerata la colpa data ai mercati neri per aver provocato le penurie di beni di consumo, spostando l'attenzione dai burocrati statali con la loro pianificazione inadeguata.
Durante la perestrojka, l'economia informale venne menzionata nel programma dei 500 giorni (in russo программа "500 дней"?) di transizione economica come un fattore importante nelle riforme, prevedendo un assorbimento di almeno il 90% da parte del mercato libero.